# 意大利大街

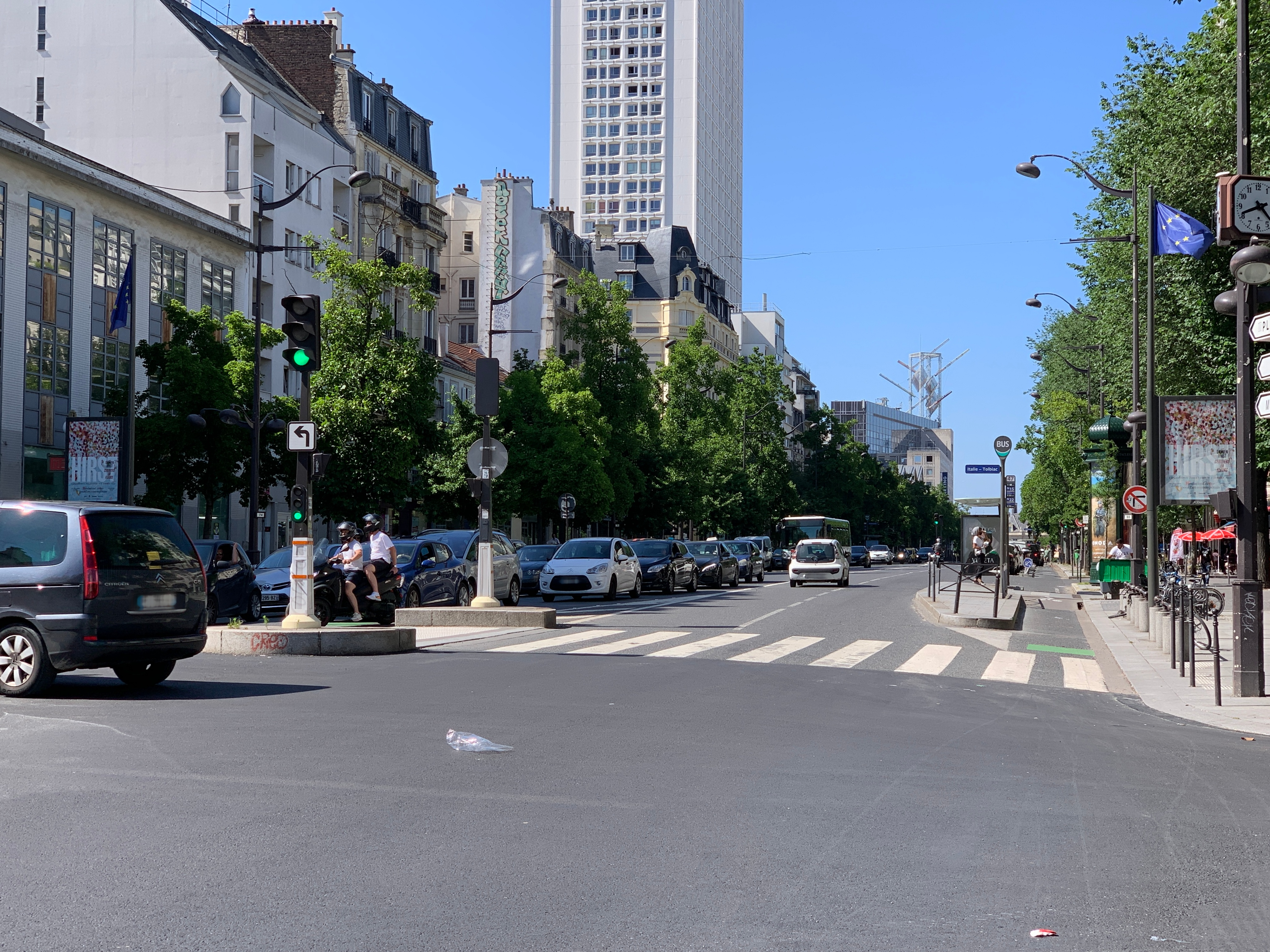
意大利大街（2021年7月）

意大利大街（法語：avenue d'Italie）是法國巴黎十三区的一条主要干道，连接意大利广场与意大利门。巴黎地铁7号线沿街共设有四个站。

## 描述
意大利大街长1294米，宽70米。7号国道从这里开始，连接巴黎与意大利边境，因而得名。
意大利大街分开了十三区两个非常不同的部分：街道一边是鹌鹑之丘（Butte-aux-Cailles），另一侧则是唐人街。

## 历史
直到19世纪中叶，这里只有农田和少量房屋。由于位于城墙外，物价低于巴黎。意大利大街的名称定于1863年5月23日, 此前在1860年，乔治-欧仁·奥斯曼决定扩大巴黎的城市边界。
48°49′32″N 2°21′27″E / 48.8255°N 2.3575°E